# Широково (Московская область)
Широково — деревня в Шатурском муниципальном районе Московской области. Входит в состав Дмитровского сельского поселения. Население — 13 чел. (2013).

## Расположение и транспорт
Деревня Широково расположена в южной части Шатурского района, расстояние по автодорогам до МКАД порядка 160 км, до райцентра — 54 км, до центра поселения — 11 км. Ближайший населённые пункт — деревня Ананьинская в 1,5 км к югу, где расположена автобусная остановка маршрута № 41.
Высота над уровнем моря 138 м.

## Название
В письменных источниках деревня упоминается как Широкая, позднее Широково.

## История

### С XVII века до 1861 года
Впервые упоминается в писцовой Владимирской книге В. Кропоткина 1637—1648 гг. как деревня Широкая Бабинской кромины волости Муромского сельца Владимирского уезда. Деревня принадлежала Степану Ивановичу Самарину.
В результате губернской реформы 1708 года деревня оказалась в составе Московской губернии. После образования в 1719 году провинций деревня вошла во Владимирскую провинцию, а с 1727 года — во вновь восстановленный Владимирский уезд.

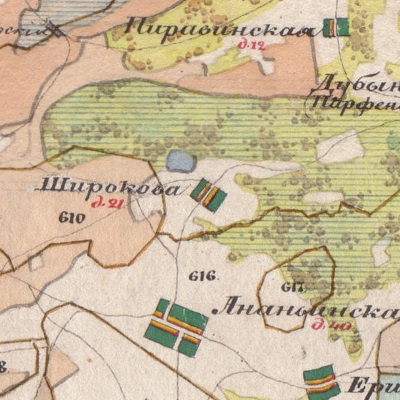
Деревня Широково на карте 1850 года

В 1778 году образовано Рязанское наместничество (с 1796 года — губерния). После этого вплоть до начала XX века деревня Широкая входила в Егорьевский уезд Рязанской губернии.
Последней владелицей деревни перед отменой крепостного права была тайная советница Елизавета Васильевна Толстая.
По сведениям 1859 года Широкая — владельческая деревня 1-го стана Егорьевского уезда по левую сторону Касимовского тракта, при колодце, в 48 верстах от уездного города и 24 верстах от становой квартиры.

### 1861—1917
После реформы 1861 года из крестьян деревни было образовано одно сельское общество, деревня вошла в состав Горской волости.
В 1885 году был собран статистический материал об экономическом положении селений и общин Егорьевского уезда. В деревне было общинное землевладение. Земля была поделена по ревизским душам. Переделы земли практиковались редко: последний передел пашни был в 1871 году, покосы делились каждые 6—8 лет. Дровяной лес рубили по мере надобности, но его не хватало. Надельная земля находилась на двух участках: на одном пашни и лес, на другом покосы. Деревня находилась посередине надельной земли, дальние полосы отстояли от деревни на 1 версту. Пашня делилась на 45 участков. Длина душевых полос от 5 до 75 саженей, а ширина от 1 до 2 аршин. 30 домохозяев арендовали 144,5 десятины луга.
Почвы были песчаные и лишь незначительной частью супесчаные, пашни располагались по небольшим отлогостям и низменностям, с плохим урожаем хлеба. Покосы болотистые, выгон сухой, прогоны удобные. В деревне был пруд и колодцы почти в каждом дворе с хорошей водой. Своего хлеба не хватало, поэтому его покупали в Дмитровском Погосте, а иногда и в Егорьевске. Сажали рожь, гречиху и картофель. У крестьян было 30 лошадей, 58 коров и 39 телят, 127 овец, 33 свиней, 84 колодки пчёл, плодовых деревьев не было. Избы строили деревянные, крыли деревом и железом, топили по-белому.
Деревня входила в приход села Дмитровский Погост. В деревне работал кирпичный завод. Главный местный промысел — ткание нанки, которым занимались 35 женщин и 7 мужчин. Кроме этого, было 9 мужчин плотников, 4 печника, 3 кирпичника, 2 красильщика, 2 кузнеца и 1 мельник (в деревне было 2 кузницы и ветряная мельница). Также 26 мужчин занимались отхожим промыслом (11 плотников и 15 ткачей на суконных фабриках), все в Московской губернии.
По данным 1905 года в деревне располагались 2 раздаточные конторы. Основным промыслом оставалось ткачество нанки, а отхожими — плотничество и работа на фабрике. Ближайшее почтовое отделение и земская лечебница — в селе Дмитровский Погост.

### 1917—1991
В 1922 году Егорьевский уезд вошёл в состав Московской губернии, деревня попала в Дмитровскую волость. Был образован Ананьинский сельсовет, куда вошла деревня Широково.
В ходе реформы административно-территориального деления СССР в 1929 году деревня вошла в состав Дмитровского района Орехово-Зуевского округа Московской области. В 1930 году округа были упразднены, а Дмитровский район переименован в Коробовский.
С 1959 года деревня входила в Михайловский сельсовет.
С конца 1962 года по начало 1965 года деревня Широково входила в Егорьевский укрупнённый сельский район, созданный в ходе неудавшейся реформы административно-территориального деления, после чего деревня в составе Михайловского сельсовета вновь передана в Шатурский район.

### С 1991 года
В 1994 году Михайловский сельсовет был преобразован в Михайловский сельский округ.
29 сентября 2004 года Михайловский сельский округ был упразднён, а его территория включена в состав Дмитровского сельского округа.
В 2005 году образовано Дмитровское сельское поселение, в которое вошла деревня Широково.

## Население
| 1858 | 1859 | 1868 | 1885 | 1905 | 1926 |
| ---- | ---- | ---- | ---- | ---- | ---- |
| 180  | ↗181 | ↗184 | ↗254 | ↗310 | ↘254 |
| 1970 | 1993 | 2002 | 2006 | 2010 | 2011 |
| ↘49  | ↘3   | ↗7   | ↗15  | ↘0   | ↗17  |
| 2013 |      |      |      |      |      |
| ↘13  |      |      |      |      |      |

В переписях за 1858 (X ревизия), 1859 и 1868 годы учитывались только крестьяне. Число дворов и жителей: в 1850 году — 21 двор, в 1858 году — 85 муж., 95 жен., в 1859 году — 18 дворов, 85 муж., 96 жен., в 1868 году — 26 дворов, 92 муж., 92 жен.
В 1885 году был сделан более широкий статистический обзор. В деревне проживало 248 крестьян (32 двора, 115 муж., 133 жен.), а также одна не приписанная к общине мещанская семья (3 муж., 3 жен.). На 1885 год грамотность среди крестьян деревни составляла 12 % (31 человек из 248), также 7 мальчиков посещали школу.
В 1905 году в деревне проживало 310 человека (46 дворов, 148 муж., 162 жен.).
В 1926 году — 254 человека (52 крестьянских хозяйства, 121 муж., 133 жен.).
По результатам переписи населения 2010 года в деревне не было постоянного населения.